# Пешков, Михаил Тимофеевич
Михаил Тимофеевич Пешков — советский хозяйственный и государственный деятель, лауреат Государственной премии СССР за выдающиеся достижения в труде.

## Биография
Родился в 1931 году. Член КПСС.
В 1949—1991 годах — сборщик, военнослужащий Советской армии, слесарь-сборщик, бригадир сборщиков трансформаторов Средневолжского производственного объединения (СВПО) «Трансформатор» Всесоюзного промышленного объединения «Союзтрансформатор» в городе Тольятти Куйбышевской области.
За развитие энергетики, инициативу в развёртывании соцсоревнования между коллективами смежных предприятий и организаций, направленную на сокращение сроков освоения новых мощностей был в составе коллектива удостоен Государственной премии СССР за выдающиеся достижения в труде 1975 года.
Делегат XXV съезда КПСС.
Жил в Тольятти.

## Награды
- Орден Ленина